# Torre Seguera
La Torre Seguera és una obra de Castell d'Aro, Platja d'Aro i s'Agaró (Baix Empordà) declarada Bé Cultural d'Interès Nacional.

## Descripció
Situada a la zona de llevant del nucli, data del segle xvi. En destaquen el portal adovellat de la masia, d'arc de mig punt, i especialment la torre de defensa de planta circular, lleugerament atalussada, que conserva una corsera amb merlets.